# カメラ記者クラブ
カメラ記者クラブ（カメラきしゃクラブ、Camera Journal Press Club/C.J.P.C）は写真産業と製品についての確実、詳細な記事を読者に報道することを目的に設立された団体である。カメラメーカーが数多く存在する日本における業界唯一のプレス団体。発足は1963年9月。加盟誌は国内で企画・編集される「写真・カメラ関連誌」となっており、メンバーはそのメカニズム記事の担当者に限られる（2010年1月現在13誌13名）。
カメラ記者クラブの主な活動は、毎月1回の例会運営をはじめ、業界関係者を集めた懇話会の開催やカメラグランプリの選出など、写真・カメラ業界の発展を目指したものとなっている。カメラ記者クラブが主催するカメラグランプリが、2008年に25周年を迎えることから、近年はPIE（フォトイメージングエキスポ）や東京写真月間といったイベントにも積極的に協力、参加するなど、情報発信とともに、少しずつその活動を広げている。

## 加盟誌
カメラ記者クラブの加盟誌は、以下のとおりである。
- アサヒカメラ（朝日新聞出版）
- カメラ年鑑（日本カメラ社）
- カメラマン（モーターマガジン社）
- CAPA（学研パブリッシング）
- デジキャパ!（学研パブリッシング）
- デジタルカメラマガジン（インプレス）
- デジカメWatch（インプレス）
- 日本カメラ（日本カメラ社）
- ファットフォト（シー・エム・エス）
- 風景写真（風景写真出版）
- フォトコン（日本写真企画）
- フォトテクニック デジタル（玄光社）

ちなみに発足当時の加盟誌は、「アサヒカメラ」、「カメラ毎日」、「カメラ芸術」、「日本カメラ」、「8ミリシネマン」、「フォトアート」、「8ミリ映画」、「写真工業」、「コマーシャル・フォト」、「カメラアート」、「フォトジャパン」の11誌。その後、雑誌の創刊、休刊など加盟誌の変遷を経て、12誌12名体制となっている（2015年2月現在）。